# 팔대성지
| 룸비니부다가야사르나트라지기르슈라바스티산카샤바이살리쿠시나가르class=notpageimage\| 불교의 팔대성지 (빨간색 점은 사대성지) |

팔대성지(八大聖地)는 불교의 중요한 8개 성지의 총칭이다. 모두가 고타마 붓다의 인생에 관련되어 있는데, 사대성지 외 부처가 신통력을 보였던 유적지로 설명되기도 한다. 그러나 이것은 조각으로 표현할 때 나타난 특징으로 각성지에서 일어난 사건들로 설명하는게 좀 더 합리적이긴 하다.
- 룸비니 - 탄생의 땅.
- 부다가야 - 성도(깨달음)의 땅.
- 사르나트 - 부처가 처음으로 설법한 땅.
- 라즈기르 - 불교가 뿌리를 내린 포교의 땅.
- 슈라바스티 - 붓다가 가장 오래 머물었고 가장 많은 경이 설해진 땅.
- 상카샤 - 도리천에서 논장을 설한 후 내려온 땅.
- 바이샬리 - 최초로 비구니 승가가 생겼고 마지막 안거를 하셨으며 제2차 결집이 이루어진 땅.
- 쿠시나가르 - 반열반(입멸 · 죽음)의 땅.

이 중에서도 부처가 탄생한 룸비니, 깨달음을 얻은 부다가야, 첫 설법지인 사르나트, 열반한 쿠시나가르를 따로 묶어 사대성지(四大聖地)라고 한다.
10대 성지로 구분하는 경우도 있는데, 이 경우엔 위 8곳에 석가모니가 룸비니에서 태어난 이후 출가 전까지 29년간 살았던 근처의 카필라바스투, 깨달음을 얻기 전 6년간 고행한 둥게스와리(전정각산)가 추가된다.